# Rangers Football Club 2013-2014
Questa voce raccoglie le informazioni riguardanti il Rangers Football Club nelle competizioni ufficiali della stagione 2013-2014.

## Stagione
- In Scottish League One i Rangers si classificano al primo posto (102 punti), vincono per la 1ª volta la terza serie e sono promossi in Scottish Championship.
- In Scottish Cup sono eliminati in semifinale dal Dundee United (1-3).
- In Scottish League Cup sono eliminati al primo turno dal Forfar Athletic (2-1 ai tempi supplementari).

## Maglie e sponsor
| Casa | Trasferta | Terza divisa |

## Rosa
| N. |                        | Ruolo | Calciatore               |
| -- | ---------------------- | ----- | ------------------------ |
| 1  | Scozia (bandiera)      | P     | Cammy Bell               |
| 2  | Scozia (bandiera)      | D     | Steven Smith             |
| 3  | Tunisia (bandiera)     | D     | Bilel Mohsni             |
| 4  | Canada (bandiera)      | C     | Fraser Aird              |
| 5  | Scozia (bandiera)      | D     | Lee Wallace              |
| 6  | Scozia (bandiera)      | C     | Lee McCulloch (capitano) |
| 7  | Inghilterra (bandiera) | C     | Nicky Law                |
| 8  | Scozia (bandiera)      | C     | Ian Black                |
| 9  | Irlanda (bandiera)     | A     | Jon Daly                 |
| 10 | Scozia (bandiera)      | A     | Nicky Clark              |
| 11 | Scozia (bandiera)      | C     | David Templeton          |
| 12 | Scozia (bandiera)      | P     | Scott Gallacher          |
| 14 | Scozia (bandiera)      | C     | Lewis Macleod            |
| 16 | Francia (bandiera)     | C     | Sébastien Faure          |
| 17 | Honduras (bandiera)    | C     | Arnold Peralta           |
| 18 | Brasile (bandiera)     | D     | Emílson Cribari          |

| N. |                             | Ruolo | Calciatore       |
| -- | --------------------------- | ----- | ---------------- |
| 19 | Irlanda del Nord (bandiera) | C     | Andrew Mitchell  |
| 20 | Scozia (bandiera)           | C     | Kyle Hutton      |
| 21 | Scozia (bandiera)           | C     | Robert Crawford  |
| 22 | Irlanda del Nord (bandiera) | A     | Dean Shiels      |
| 23 | Scozia (bandiera)           | D     | Richard Foster   |
| 24 | Scozia (bandiera)           | D     | Darren McGregor  |
| 30 | Scozia (bandiera)           | A     | Calum Gallagher  |
| 31 | Inghilterra (bandiera)      | P     | Steve Simonsen   |
| 32 | Scozia (bandiera)           | D     | Ross Perry       |
| 34 | Scozia (bandiera)           | C     | Andy Murdock     |
| 37 | Canada (bandiera)           | D     | Luca Gasparotto  |
| 38 | Scozia (bandiera)           | D     | Craig Halkett    |
| 48 | Scozia (bandiera)           | C     | Tom Walsh        |
| 52 | Scozia (bandiera)           | A     | Ryan Hardie      |
|    | Grecia (bandiera)           | C     | Anestīs Argyriou |